# Norwegia na Zimowych Igrzyskach Olimpijskich 1928
Norwegię na Zimowych Igrzyskach Olimpijskich 1928 reprezentowało 25 zawodników: 22 mężczyzn i 3 kobiety. Reprezentacja Norwegii wygrała klasyfikację medalową.

## Wyniki

### Biegi narciarskie
Mężczyźni
| Konkurencja | Zawodnik             | Wyścig  | Wyścig |
| Konkurencja | Zawodnik             | Czas    | Poz.   |
| ----------- | -------------------- | ------- | ------ |
| 18 km       | Hagbart Håkonsen     | 1'41:29 | 5      |
| 18 km       | Reidar Ødegaard      | 1'40:11 |        |
| 18 km       | Ole Hegge            | 1'39:01 |        |
| 18 km       | Johan Grøttumsbråten | 1'37:01 |        |
| 50 km       | John Røen            | DNF     | –      |
| 50 km       | Johan Støa           | 5'25:30 | 8      |
| 50 km       | Ole Hegge            | 5'17:58 | 5      |
| 50 km       | Olav Kjelbotn        | 5'14:22 | 4      |

### Kombinacja norweska
Mężczyźni
| Zawodnik             | Konkurencja   | Bieg    | Bieg   | Bieg | Skoki         | Skoki         | Skoki     | Skoki | Suma pkt. | Suma pkt. |
| Zawodnik             | Konkurencja   | Czas    | Pkt.   | Poz. | Skok 1        | Skok 2        | Suma pkt. | Poz.  | Pkt.      | Poz.      |
| -------------------- | ------------- | ------- | ------ | ---- | ------------- | ------------- | --------- | ----- | --------- | --------- |
| John Snersrud        | Indywidualnie | 1'50:51 | 13.125 | 9    | 60.5          | 52.0          | 16.917    | 3     | 15.021    |           |
| Ole Kolterud         | Indywidualnie | 1'50:17 | 13.375 | 7    | 59.0          | 65.5 (upadek) | 12.917    | 18    | 13.146    | 8         |
| Hans Vinjarengen     | Indywidualnie | 1'41:44 | 17.750 | 2    | 59.5 (upadek) | 61.0          | 12.854    | 19    | 15.302    |           |
| Johan Grøttumsbråten | Indywidualnie | 1'37:01 | 20.000 | 1    | 49.5          | 56.0          | 15.667    | 8     | 17.833    |           |

### Łyżwiarstwo figurowe
Kobiety
| Zawodnik       | Konkurencja  | CF | FS |     | Nota    | Miejsce |
| -------------- | ------------ | -- | -- | --- | ------- | ------- |
| Karen Simensen | Kobiety solo | 12 | 18 | 103 | 1811.75 | 16      |
| Edel Randem    | Kobiety solo | 13 | 15 | 94  | 1880.75 | 13      |
| Sonja Henie    | Kobiety solo | 1  | 1  | 8   | 2452.25 |         |

### Łyżwiarstwo szybkie
Mężczyźni
| Konkurencja | Zawodnik         | Wyścig  | Wyścig |
| Konkurencja | Zawodnik         | Czas    | Poz.   |
| ----------- | ---------------- | ------- | ------ |
| 500 m       | Oskar Olsen      | 44.7    | 9      |
| 500 m       | Haakon Pedersen  | 43.8    | 6      |
| 500 m       | Roald Larsen     | 43.6    |        |
| 500 m       | Bernt Evensen    | 43.4 OR |        |
| 1500 m      | Wollert Nygren   | 2:28.7  | 13     |
| 1500 m      | Roald Larsen     | 2:25.3  | 4      |
| 1500 m      | Ivar Ballangrud  | 2:22.6  |        |
| 1500 m      | Bernt Evensen    | 2:21.9  |        |
| 5000 m      | Michael Staksrud | 9:07.3  | 7      |
| 5000 m      | Armand Carlsen   | 9:01.5  | 5      |
| 5000 m      | Bernt Evensen    | 9:01.1  |        |
| 5000 m      | Ivar Ballangrud  | 8:50.5  |        |

### Skoki narciarskie
Mężczyźni
| Zawodnik           | Konkurencja       | Skok 1 (Odl.) | Skok 2 (Odl.) | Suma pkt. | Suma pkt. |
| Zawodnik           | Konkurencja       | Skok 1 (Odl.) | Skok 2 (Odl.) | Pkt.      | Poz.      |
| ------------------ | ----------------- | ------------- | ------------- | --------- | --------- |
| Hans Kleppen       | Skocznia normalna | 56.5 (upadek) | 64.5 (upadek) | 6.500     | 36        |
| Jacob Tullin Thams | Skocznia normalna | 56.5          | 73.0 (upadek) | 12.562    | 28        |
| Sigmund Ruud       | Skocznia normalna | 57.5          | 62.5          | 18.542    |           |
| Alf Andersen       | Skocznia normalna | 60.0          | 64.0          | 19.208    |           |